# Killian Dain
Killian Dain, właśc. Damian Mackle (ur. 20 lutego 1985 w Belfaście, Irlandia Północna) – irlandzki profesjonalny wrestler, obecnie występujący w federacji WWE w rozwojowym brandzie NXT. Jest byłym posiadaczem NXT Tag Team Championship z członkami grupy Sanity, Erikiem Youngiem i Alexandrem Wolfem. Wcześniej występował w federacjach niezależnych pod pseudonimem Big Damo, co było modyfikacją jego poprzedniego pseudonimu Damian O’Connor.
Przed dołączeniem do WWE był znany z występów w Insane Championship Wrestling, w którym zdobył ICW World Heavyweight Championship. Walczył głównie w brytyjskich i europejskich promocjach takich jak Progress Wrestling, Revolution Pro Wrestling, Westside Xtreme Wrestling, Absolute Intense Wrestling, Beyond Wrestling, What Culture Pro Wrestling, Premier British Wrestling, Scottish Wrestling Alliance i IPW:UK.

## Wczesne życie
Mackle grał na pozycji bramkarza w jego uniwersytecie. Praktykował również rugby union, koszykówkę i judo. W dzieciństwie pokochał profesjonalny wrestling, ponieważ zadowoliły go barwne charaktery i malunki na twarzach wrestlerów takich jak Sting czy też The Ultimate Warrior. Za inspiratora uznaje Fit Finlaya.

## Kariera profesjonalnego wrestlera

### Wczesna kariera (2005–2010)
Mackle trenował w Szkocji w NWA Scotland u boku Robbiego Brookside'a. Zadebiutował w federacji Scottish Wrestling Alliance w wieku 20 lat występując jako Damian O’Connor. Utworzył zespół z Scottem Renwickem pod nazwą „Britain’s Most Wanted”. Duo wygrało wiele turniejów i zdobyło tytuły tag team w promocjach SWA (4 razy), W3L (2 razy), SSW i 3CW. W 2009 skupili się na singlowych karierach. Od tego czasu O’Connor zaczął podróżować i występować w federacjach europejskich. Zdobył tytuły wagi ciężkiej w SWE, W3L, XWA, Pride, a także tytuł Laird of the Ring w SWA. Tego samego roku rozpoczął trenować przyszłych wrestlerów w szkole „Source Wrestling School”, między innymi Joego Coffeya, Joego Hendry'ego i Nikki Cross.

### Federacje niezależne

#### Insane Championship Wrestling (2013–2016)
O’Connor walczył sporadycznie w ICW od 2009 do 2012, lecz powrócił tam w listopadzie 2013 jako Big Damo. 27 lutego 2016 Damo pokonał Chrisa Renfrewa zdobywając ICW World Heavyweight Championship, dzięki czemu stał się pierwszym Irlandczykiem z tym tytułem w dorobku. Stracił mistrzostwo na rzecz Joego Coffeya podczas gali Shug's Hoose Party III z 31 lipca.

#### Evolve Wrestling (2014)
W grudniu 2014 zadebiutował i wystąpił raz w federacji Evolve, gdzie przegrał walkę z Drew Gallowayem o EVOLVE Championship.

#### Revolution Pro Wrestling (2014–2016)
W 2014 zadebiutował w Revolution Pro Wrestling. Dzięki występom zawalczył z gwiazdami New Japan Pro-Wrestling (NJPW) takimi jak Tomohiro Ishii, Hiroshi Tanahashi, Shinsuke Nakamura oraz Tommaso Ciampa. W 2016 zawalczył z międzynarodowymi gwiazdami: „Speedball” Mikiem Baileyem, Roderickiem Strongiem, Daltonem Castle’em, Big Daddym Walterem i Mattem Sydalem.

#### Global Force Wrestling (2015–2016)
W październiku 2015 Damo zadebiutował w federacji Global Force Wrestling (GFW) podczas ich podróży do Wielkiej Brytanii, lecz przegrał z Bramem.

#### What Culture Pro Wrestling (2016)
28 czerwca 2016 podczas tygodniówki Loaded zadebiutował w nowo-powstałej federacji What Culture Pro Wrestling, gdzie pokonał Joego Hendry'ego w walce o miano pretendenta do WCPW Championship. 25 lipca podczas gali Built to Destroy pokonał Rampage’a i stał się pierwszym posiadaczem tytułu. 3 września podczas gali Stacked utracił mistrzostwo na rzecz Josepha Connersa w czteroosobowej walce, w której uczestniczyli również Rampage i Hendry. 24 września podczas odcinka Loaded został pokonany przez Alberto El Patrón, po czym został zwolniony z WCPW przez generalnego menedżera Adama Pacittiego.
2 października powrócił do WCPW po tym jak został przywrócony przez Pacittiego. Mimo tego po raz ostatni wystąpił w federacji podczas gali True Legacy z 12 października, gdzie przegrał z Kirbym.

#### Total Nonstop Action Wrestling (2016)
W styczniu 2016 Damo wystąpił podczas gal Maximum Impact federacji Total Nonstop Action Wrestling (TNA), które były produkowane w Wielkiej Brytanii. Dwukrotnie zawalczył i przegrał o tytuł TNA King of the Mountain Championship.

### WWE

#### NXT (od 2016)
W czerwcu 2016 zostało ogłoszone, że Mackle podpisał kontrakt z WWE i kontynuując swoje treningi w WWE Performance Center zostanie przydzielony do rozwojowego brandu NXT. Zadebiutował 4 listopada podczas gali typu house show. Tydzień później zawalczył w pierwszej walce jako Damian O’Connor i pokonał Richa Swanna, po czym powrócił do pseudonimu Damo.
7 grudnia podczas odcinka tygodniówki NXT Dabo zadebiutował w telewizji atakując No Way Josego, po czym zwiastował przyłączenie się do antagonistycznej grupy Sanity. W styczniu 2017 zaczął występować pod pseudonimem Killian Dain. 18 stycznia oficjalnie dołączył do grupy Sanity po ataku na Tye'u Dillingerze i założeniu kurtki byłego członka grupy, Sawyera Fultona. 8 lutego podczas gali NXT wraz z Erikiem Youngiem i Alexandrem Wolfem pokonał Tye'a Dillingera, No Way Josego i Rodericka Stronga. Wystąpił w André the Giant Memorial Battle Royalu na WrestleManii 33, gdzie został wyeliminowany drugi od końca przez ostatecznego zwycięzcę, Mojo Rawleya. 19 lipca podczas tygodniówki NXT odniósł pierwszą porażkę przegrywając z Drewem McIntyre’em o miano pretendenta do tytułu NXT Championship. 19 sierpnia podczas gali NXT TakeOver: Brooklyn III, Wolfe i Young zdobyli NXT Tag Team Championship pokonując The Authors of Pain; zgodnie z zasadą Freebird Rule Dain stał się trzecim posiadaczem tytułu.

## Życie prywatne
Mackle jest wieloletnim fanem drużyny Manchester United oraz zespołu koszykarskiego Orlando Magic.

## Inne media
Postać Killiana Daina po raz pierwszy przedstawiono w grze WWE 2K18.

## Styl walki
- Finishery
  - Cóiste Bodhar (Lifting inverted DDT)
  - Cú Chulainn's Wrath (Double underhook crossface)
  - Ulster Plantation (One-handed electric chair driver)[1]
  - Van-Damo-Nator (Corner-to-corner front missile dropkick w twarz przeciwnika siedzącego w narożniku ringu, do której jest przyłożone stalowe krzesełko)[43]
- Inne ruchy
  - Belfast Blitz (Forward fireman's carry slam z dodaniem sentonu)
  - Belfast Bomb (Senton bomb)
  - Corner slingshot splash
  - Powerbomb z dodaniem elbow dropu
  - Rolling fireman's carry slam
  - Running front dropkick wpychający przeciwnika do narożnika ringu
  - Running low crossbody
  - Running senton
- Menedżerowie
  - Eric Young
  - Nikki Cross
  - Alexander Wolfe
- Przydomki
  - „The Beast of Belfast”
  - „The Hound of Ulster”
  - „Big Damo”
- Motywy muzyczne
  - „Beast” ~ Neil McDougall (federacje niezależne; listopad 2013 – 12 listopada 2016)
  - „Controlled Chaos” ~ CFO$[44] (NXT; od 30 listopada 2016; używany podczas członkostwa w grupie Sanity)
  - „Beast of Belfast” ~ CFO$ (NXT; od 25 maja 2017)

## Mistrzostwa i osiągnięcia
- 3 Count Wrestling
  - 3CW Tag Team Championship (1 raz) – ze Scottem Renwickem[5]
- Insane Championship Wrestling
  - ICW World Heavyweight Championship (1 raz)[5]
- Pride Wrestling
  - Pride Wrestling Championship (1 raz)[5]
- Pro Wrestling Illustrated
  - PWI umieściło go na 191. miejscu w top 500 wrestlerów rankingu PWI 500 w 2017[45]
- Reckless Intent Wrestling
  - Reckless Intent Hardcore Championship (1 raz)
  - Reckless Intent Heavyweight Championship (1 raz)
- Scottish Wrestling Alliance
  - SWA Laird of the Ring Championship (1 raz)[5]
  - SWA Tag Team Championship (6 razy) – ze Scottem Renwickem (4), Pete’em O’Neilem (1) i Mickenem (1)[5]
- Scottish Wrestling Entertainment
  - SWE Heavyweight Champion (1 raz)
- What Culture Pro Wrestling
  - WCPW Championship (1 raz)[46]
- WWE NXT
  - NXT Tag Team Championship (1 raz, obecnie) – z Alexandrem Wolfem i Erikiem Youngiem
- World Wide Wrestling League
  - W3L Heavyweight Champion (1 raz)[5]
  - W3L Tag Team Championship (1 raz) – ze Scottem Renwickem[5]
  - W3L Heavyweight Title Tournament (2011)
- X Wrestling Alliance
  - XWA British Heavyweight Champion (1 raz)[5]
  - XWA British Heavyweight Title Tournament (2014)